# Boazi
Le boazi (ou kuni-boazi) est une langue papoue parlée en Papouasie-Nouvelle-Guinée, dans la province occidentale.

## Classification
Le boazi fait partie des langues marind qui sont rattachées à la famille des langues de Trans-Nouvelle Guinée.

## Écriture
| a | æ | b | mb | nd | e  | f | g | ng | i | k | kh | l | m |
| n | o | ø | p  | q  | nq | s | t | u  | v | w | x  | y | z |

## Phonologie
Les tableaux présentent les voyelles et les consonnes du boazi.

### Voyelles
|         | Antérieure | Centrale | Postérieure |
| ------- | ---------- | -------- | ----------- |
| Fermée  | i [i]      |          | u [u]       |
| Moyenne | e [e]      |          | o [o]       |
| Ouverte | ɛ [ɛ]      | a [a]    |             |

### Consonnes
|              |              | Bilabiales | Dentales | Vélaires | Uvulaires |
| ------------ | ------------ | ---------- | -------- | -------- | --------- |
| Occlusives   | Sourde       | p [p]      | t [t]    | k [k]    | q [q]     |
| Occlusives   | Sonore       | b [b]      | d [d]    | g [g]    |           |
| Occlusives   | Prénasale    | mb [m͡b]    | nd [n͡d]  | ŋg [ŋ͡g]  | ɴɢ [ɴ͡ɢ]   |
| Fricative    | Sourde       | f [f]      | s [s]    |          |           |
| Fricative    | Sonore       | v [v]      | z [z]    |          |           |
| Nasale       | Nasale       | m [m]      | n [n]    |          |           |
| Liquide      | Liquide      |            | l [l]    |          |           |
| semi-voyelle | semi-voyelle |            |          | y [y]    |           |

## Sources
- (en) William A. Foley, The Papuan Languages of New Guinea, Cambridge, Cambridge University Press, coll. « Cambridge Language Surveys », 1986 (réimpr. 1999) (ISBN 0-521-28621-2, lire en ligne)
- (en) R. Fumey, Organised phonology data, Kuni dialect of the Kuni/Boazi language [KVG] Western Province, 2006 (lire en ligne)
- (en) C. L. Voorhoeve, The Languages of the Lake Murray Area, Canberra, Pacific Linguistics, coll. « Papers in New Guinea Linguistics » (no 10), 1970 (lire en ligne)
- (en) C. L. Voorhoeve, Languages of Irian Jaya: Checklist, Canberra, Pacific Linguistics, coll. « Papers in Linguistics / B » (no 31), 1975 (lire en ligne)